# Rhipsalis paranganiensis
Rhipsalis paranganiensis là một loài thực vật có hoa trong họ Cactaceae. Loài này được (Cárdenas) Kimnach miêu tả khoa học đầu tiên năm 1983.